# Emilio Donato Uranga
Emilio Donato Uranga, nacido en Tulancingo, Hidalgo, México en 1881 y fallecido en la Ciudad de México el 24 de marzo de 1956, fue un músico, guitarrista, director de bandas y de orquestas y compositor mexicano. Autor de canciones muy populares como La negra noche (1926), Lindo Michoacán (1930) y La sombrilla (1933). Fue director de la orquesta del Teatro Lírico Nacional durante más de una década.

## Datos biográficos
Se formó musicalmente con su padre, el director musical Manuel Uranga. Aprendió la guitarra y varios instrumentos de aliento. Muy joven se trasladó a la Ciudad de México para desarrollar su carrera musical. Fue discípulo de Marcos Rocha. Se orientó durante gran parte de su vida musical a la dirección y concertación de orquestas. En el teatro Iris presentó durante una prolongada estancia al frente de la orquesta, numerosas revistas y zarzuelas. También trabajó en el teatro Lírico de la Ciudad de México donde alternó con compositores como Antonio Rosado.
Fue autor de varias canciones que cobraron fama internacional y que fueron interpretadas por las grandes cancioneros mexicanos de mediados del siglo XX como Pedro Vargas, Jorge Negrete y Pedro Infante, entre las cuales figura como gran favorita del público La negra noche. También compuso piezas musicales salonescas y para el teatro: en 1925 escribió el argumento de la parodia Bataclán de París, subtitulada Mexican rataplán, para la cual adaptó su marcha La guardia blanca (1919).